# Tracy (Minnesota)
Tracy é uma cidade localizada no estado americano de Minnesota, no Condado de Lyon.

## Demografia
Segundo o censo americano de 2000, a sua população era de 2268 habitantes.

## Geografia
De acordo com o United States Census Bureau tem uma área de
5,8 km², dos quais 5,6 km² cobertos por terra e 0,2 km² cobertos por água.

## Localidades na vizinhança
O diagrama seguinte representa as localidades num raio de 24 km ao redor de Tracy.